# Aethognathus unicolor
Aethognathus unicolor is een vliesvleugelig insect uit de familie Encyrtidae. De wetenschappelijke naam is voor het eerst geldig gepubliceerd in 1973 door Subba Rao.